# Emile Mary

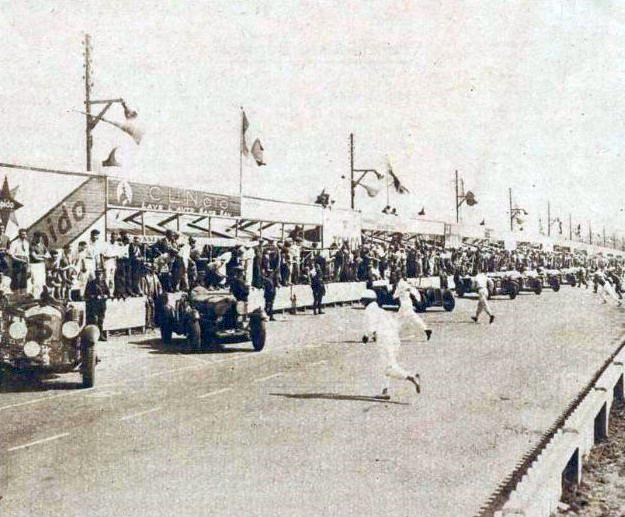
Start zum 24-Stunden-Rennen von Le Mans 1932; links der Bentley Blower C mit der Startnummer 5 von Jean Trévoux und Emile Mary

Emile Mary (* 13. August 1898 in Paris; † 4. November 1959 in Le Perreux-sur-Marne) war ein französischer Autorennfahrer.

## Karriere als Rennfahrer
Emile Mary war 1932 Teampartner von Jean Trévoux beim 24-Stunden-Rennen von Le Mans. Das Rennen des Duos endete nach einem Unfall von Trévoux mit dem Bentley Blower C vorzeitig. 

## Statistik

### Le-Mans-Ergebnisse
| Jahr | Team         | Fahrzeug         | Teamkollege  | Platzierung | Ausfallgrund |
| ---- | ------------ | ---------------- | ------------ | ----------- | ------------ |
| 1932 | Jean Trévoux | Bentley Blower C | Jean Trévoux | Ausfall     | Unfall       |